# Yellow Point
Der Yello Point (englisch; polnisch Żółty Przylądek ‚Gelbes Kap‘) ist eine Landspitze von King George Island im Archipel der Südlichen Shetlandinseln. Sie liegt auf der Ostseite der Keller-Halbinsel und ragt in den Visca Anchorage hinein, einen Naturhafen des Mackellar Inlet.
Polnische Wissenschaftler benannten sie 1980 deskriptiv nach einer gelblich verwitterten Erzader, die durch die Landspitze verläuft.